# Сыпневский, Фелициан
Фелициан Сыпневский (пол. Felicjan Sypniewski; 24 января 1822, Познань — 6 сентября 1877, Познань, Пруссия) — польский натуралист, ботаник, энтомолог и философ.

## Биография
Фелициан Сыпневский родился 24 января 1822 года в одном из крупнейших имений Сыпневских в Великопольще у польской благородной семьи Станислава Сыпневского и Анны Павельской. Как и большинство знати того времени, его сначала обучали дома частные учителя из Швейцарии, Великобритании и Франции, затем он посещал одну из лучших общеобразовательных школ Польши того времени — среднюю школу Святой Марии Магдалины в Познани. В 1840 году провел пару лет полевых практик в своем семейном имении в Трускалове. Затем продолжил образование под пристальным наблюдением Карла Шпренгеля в Академии земледелия в Ресько, где сформулировал свою «Теорему минимума» (широко известную как «закон Либиха», поскольку именно Юстус фон Либих впоследствии популяризировал эту теорему и ему ошибочно приписывали её авторство). Сыпневский окончил Берлинский университет.
Он женился на подруге детства Валерии Доброгойской. Валерия умерла вскоре после рождения сына Юзефа Сыпневского в 1850 году. После её смерти долгие годы он жил один, тратя всё своё время на учёбу, пока вдруг не удивил всех и снова женился на молодой Валентине Радонски из клана Ясеничок.
Фелициан всю жизнь избегал политики, был польским патриотом и упорным сторонником восстановления суверенной Польской Республики. Во время Январского восстания он продал значительную часть семейного поместья и дважды пожертвовал большие суммы.
Одним из его правнуков является Дерек Сыпневский, современный американский кинорежиссёр и актёр.

## Научная деятельность
Исследования и научные публикации Сыпневского повлияли на последующие поколения польских естествоиспытателей и заложили основы малакологии. Окончив образование, он поселился и работал в Скорашевицах, Пиотрово, Пемпово и Сыпневе, опубликовав многочисленные исследования по энтомологии, малакологии и альгологии, а также медицинские и философские трактаты. Впоследствии он сосредоточился на изучении морских водорослей.
За научную работу по диатомовым водорослям ему была предложена должность декана зоологии в Ягеллонском университете. Он был одним из основателей и единогласно избран президентом факультета естественных наук Познанского общества науки, известного Польского научного общества (и единственного польского общества, которому было позволено существовать в оккупированной Польше в то время).

## Наследие
Сыпневский собрал и должным образом сохранил 10 тысяч образцов бабочек и пауков, некоторые из которых являются единственными примерами видов, ныне считающихся вымершими. Эта огромная коллекция неоднократно разделялась и похищалась: во время Первой мировой войны немцами в 1918 году и трижды во время Второй мировой войны (снова немцами в 1940 и 1944 годах, а остальную часть коллекции забрала Советская Красная Армия летом 1945 года). Образцы его коллекции сегодня можно найти во многих европейских университетах и музеях, преимущественно в России и Германии, а также в частных собраниях.
В знак признания вклада Сыпневского в науку существуют школы, названные в его честь или считающие его своим «покровителем».